# 큐비트
큐비트(영어: qubit)는 양자 컴퓨터로 계산할 때의 기본 단위이다. '양자비트'(영어: quantum bit)라고도 한다. 일반 컴퓨터는 정보를 0과 1의 비트단위로 처리하고 저장하는 반면 양자 컴퓨터는 정보를 0과 1의 상태를 동시에 갖는 큐비트 단위로 처리하고 저장한다.

큐비트를 표현한 블로흐 구면

## 개념
양자 정보의 단위이다. 큐비트의 정보는, 수학적으로는 복소수에 대한 2차원 벡터 공간인 2단계 양자 역학계 안의 상태로 기술된다. 두 개의 바닥 상태(또는 벡터)는 브라-켓 표기법을 사용하여 {\displaystyle |0\rangle }와 {\displaystyle |1\rangle }("켓 0"과 "켓 1"로 읽음)로 표시한다. 따라서 큐비트는 고전적인 정보 단위인 비트의 양자 역학 판으로 볼 수 있다. 순수 큐비트 상태는 이 두 상태의 선형 양자 중첩이며, 따라서 모든 큐비트는 {\displaystyle |0\rangle }과 {\displaystyle |1\rangle }의 선형 조합으로 다음과 같이 나타낼 수 있다:
{\displaystyle |\psi \rangle =\alpha |0\rangle +\beta |1\rangle ,}
이 때 α와 β는 복소수인 확률 진폭이며, 다음 식을 만족한다:
{\displaystyle |\alpha |^{2}+|\beta |^{2}=1.\,}
이 큐비트가 상태 {\displaystyle |0\rangle }에서 측정될 확률은 {\displaystyle |\alpha |^{2}}이고, 상태 {\displaystyle |1\rangle }에서 측정될 확률은 {\displaystyle |\beta |^{2}}이다. 따라서 계의 두 상태에서 측정될 총 확률은 1이 된다.
비슷한 방법으로, 3단계 양자계 안의 양자 정보의 단위는 트리트에서 따 와서 큐트리트라고 부르며, d단계 양자계의 경우 큐디트(Qudit)라고 표현한다.
벤자민 슈마허는 양자 상태를 정보로 해석하는 방법을 발견하였다. 그는 정보를 상태 안에 압축하고 정보를 더 적은 수의 상태 안에 저장하는 방법을 제시하였으며, 이는 지금 슈마허 압축으로 알려져 있다. 슈마허는 큐비트라는 용어를 만든 사람이기도 하다.

## 사례
2016년 5큐비트 사양의 IBM Q 익스피리언스를 공개한 IBM은 양자컴퓨터 기술 개발에 매진해 2019년 1월 미국 라스베이거스에서 열린 국제가전박람회(CES)에서 50큐비트 수준의 IBM Q 시스템 원을 공개했다.

## 같이 보기
- 블로흐 구면